# Стаматіс Спанудакіс
Стаматіс Спанудакіс (грец. Σταμάτης Σπανουδάκης, 11 грудня 1948 року, Афіни, Греція) — відомий  грецький композитор.

## Біографія
Спанудакіс почав займатися музикою ще в ранньому дитинстві. Спочатку він вивчав  класичну музику. Пізніше він грав на гітарі, басу та клавішних. У шістдесятих і сімдесятих роках виступав в складі багатьох груп в  Афінах, Парижі та Лондоні, де він жив і записав свої перші альбоми.
Пізніше його знову привернула класична музика і він повернувся до своїх занять з композиції, спочатку в Вюрцбурге Німеччина, а потім в Афінах.
Тоді ж він серйозно зацікавився  візантійської музикою, інтерес до якої привів його до грецьких пісень та  інструментальної музики.
З тих пір він свідомо намагається поєднати три музичних стилю ( рок,  класику і  візантійську музику) у своїх творах.
Він написав безліч хітів (слова і музика) для багатьох знаменитих грецьких співаків, в тому числі для такого відомого співака, як Деміс Руссос.
Він також написав музику до багатьох фільмів, для театру і телебачення. 
З 1995 року він концентрується на інструментальній музиці, яка спирається на грецьку історію та  релігійну тематику.
Стаматіс живе в тихому передмісті з дружиною Дорі і їх чотирма собаками. У нього є своя студія, де він записує свою музику,  працює композитором,  аранжувальником, продюсером, виконавцем.
Через чотири роки після свого останнього концерту в Греції та за кордоном Спанудакіс виспупив в 2011 році з концертами в стародавньому театрі Філіппа в Кавала 31 серпня, в  Салоніках  — 1 вересня, у Відкритому міському театрі  Волос — 2 вересня і 9 вересня 2011 року в  Одеоне Ірода Аттичного в  Афінах. З кожним квитком на всі концерти, глядачі отримали безкоштовно диск з останнім альбомом Спанудакіса «Θέλω να ‘μαι πάντα μαζί σου».
Під час виступів були виконані пісні з останнього альбому "Я тут, я з вами завжди» («Θέλω να ‘μαι πάντα μαζί σου»). Частина чистого виторгу від концерту в  Одеоне Ірода Аттичного була передана до фонду, який плекає і виховує дівчаток у віці від декількох місяців до 18 років, які стали сиротами або з неповних сімей. Крім того, частина чистого виторгу від концерту у відкритому міському театрі  Волоса буде віддано на відновлення стародавнього театру (на східній стороні стародавнього міста Фіви схід села Мікрофіви) і до фонду "Свята Трійця".
13 грудня 2011 року за участю композитора Стаматіса Спанудакіса і співака  Антоніса Ремоса планується  благодійний концерт. Спанудакіс і  Ремос виступають безкоштовно. Всі кошти підуть на фінансову підтримку  Make-A-Wish (Make-A-Wish Греція). 

## Дискографія
Записав понад півсотні альбомів, серед них:
- 2008 — Αλέξανδρος ΙΙ - Δρόμοι που δεν περπάτησες
- 2011 —  «Θέλω να ‘μαι πάντα μαζί σου»